# Alaksandr Kurłowicz
Alaksandr Mikałajewicz Kurłowicz (biał. Аляксандр Мікалаевіч Курловіч; ros. Александр Николаевич Курлович, Aleksandr Nikołajewicz Kurłowicz; ur. 28 lipca 1961 w Grodnie, zm. 6 kwietnia 2018 tamże) – białoruski sztangista, dwukrotny medalista olimpijski (1988 i 1992).

## Życiorys
Startował w kategorii superciężkiej (powyżej 108 i 110 kg). Brał udział w trzech igrzyskach (IO 88, IO 92, IO 96), na dwóch zdobywał złote medale. W 1988 zwyciężył w barwach ZSRR, w 1992 pod szyldem WNP. W 1996 reprezentował Białoruś (5. miejsce). Był medalistą mistrzostw świata, wywalczył złoto w 1987, 1989, 1991 oraz 1994, był drugi w 1983. Pobił dwanaście rekordów świata. Zwyciężał na mistrzostwach Europy w 1989 i 1990, był drugi w 1983.
Zmarł na zawał serca.